# Menzelinsky (distrito)
Menzelinsky é um distrito do Tartaristão, uma das repúblicas da Rússia.